# Har Hu
Har Hu (kinesiska: 哈拉湖) är en sjö i Kina. Den ligger i provinsen Qinghai, i den nordvästra delen av landet, omkring 410 kilometer nordväst om provinshuvudstaden Xining. Har Hu ligger 4 076 meter över havet. Arean är 585 kvadratkilometer. Den sträcker sig 24,4 kilometer i nord-sydlig riktning, och 33,7 kilometer i öst-västlig riktning.
Genomsnittlig årsnederbörd är 356 millimeter. Den regnigaste månaden är juni, med i genomsnitt 79 mm nederbörd, och den torraste är januari, med 3 mm nederbörd.